# Itambé (empresa)
A Itambé é uma cooperativa de laticínios com sede em Belo Horizonte. É considerada a maior cooperativa de lácteos do Brasil.
A empresa é formada por 31 cooperativas associadas e 8 500 fornecedores, que atuam como compradora de insumos, processadora de matéria-prima e distribuidora de produtos finais[carece de fontes?]. São três unidades de negócios: laticínios, rações e armazéns. Além da atuação nacional, a Itambé exporta para 63 países.

## Surgimento e História
Em abril de 1945, o governo do Estado de Minas Gerais, sob o comando de Benedito Valadares, inaugurou a Usina Central de Leite para abastecer a cidade de Belo Horizonte. Localizada na Rua Itambé, a empresa estava vinculada à Secretaria do Estado da Agricultura. Naquela época, o governo distribuía leite para a população, além de receber e processar o produto.
Com fim da Segunda Guerra Mundial, em 1948, o Brasil sofreu escassez generalizada de alimentos e em Minas Gerais não foi diferente. Percebeu-se então que a Usina Central de Leite não supria a necessidade dos belo-horizontinos, sua missão inicial. Para sanar o problema, o secretário de agricultura da época, Américo Renée Gianett, convocou, em uma reunião especial, os produtores de leite e propôs, a todos, a criação de uma cooperativa para assumir os controles operacionais da Usina Central e aumentar a produção de leite.
A partir disso, em 10 de novembro de 1948, representantes de seis cooperativas próximas de Belo Horizonte e cinco produtores rurais se reuniram para constituir a Cooperativa Central de Leite. Iniciou-se ali a CCPL – Cooperativa Central dos Produtores de leite, presidida por Alcides Teixeira França.
Em 1950, a produção de leite já era superior à demanda, fator que possibilitou a fabricação de derivados. No ano seguinte, o crescimento permitiu a aquisição da fábrica em Sete Lagoas. Ainda nesta época, foi criada a marca Itambé, termo tupi que significa "pedra afiada" (através da junção de i'tá, pedra e aim'bé, afiada) e que remete, também, à rua onde a Central se localizava, além de ser uma homenagem ao Pico do Itambé, ponto turístico das cidades Serro e Santo Antônio do Itambé, região mineira conhecida pela produção de queijos.
Em 1957, a CCPL passa a ser denominada Cooperativa Central dos Produtores Rurais de Minas Gerais, a CCPR/Itambé.
Na década de 1960, houve uma considerável expansão no processamento do leite Itambé. O fato se deu com a montagem da Usina Idio Ferreira Leal, conhecida como Usina do Anel, além da aquisição da Usina da Vaquinha em Contagem. Também nesta década, começou a construção da Usina em Belo Horizonte. Com o crescimento na produção, a Itambé passou a comercializar produtos também para outros estados.
As décadas de 1980 e 1990, foram cruciais para a consolidação da marca. Novas fábricas, novos produtos.
Em 2002, foi acertada, ainda, a participação da CCPR/Itambé na SERLAC, empresa de trading para negócios de exportações e importações.
Em julho de 2011, a Itambé inaugurou, na cidade de Pará de Minas, o Centro de distribuição, com 30 000 000 de reais de investimento e ainda anunciou, para os próximos meses cerca, investimentos de 140 000 000 de reais, dos quais cerca de 80 000 000 serão destinados à ampliação da fábrica na cidade, cuja produção passará de 600 toneladas por dia para mil toneladas diária até 2011. A empresa também estuda a construção de uma fábrica no interior do Ceará, para produção de leite em pó e leite condensado para a Região Nordeste do Brasil.
Em 21 de fevereiro de 2013, a empresa brasileira de alimentos Vigor anunciou a compra de 50% da empresa por R$ 410 Milhões.
Em agosto de 2017, foi anunciado que a Itambé havia sido comprada pelo Grupo Lala, juntamente com a aquisição da Vigor. A aquisição marcava a entrada da companhia mexicana no mercado brasileiro de laticínios. No mês seguinte, em uma reviravolta, a CCPR anunciou que havia recomprado os 50% da Itambé que pertenciam a Vigor, já que a mesma havia preferência de compra se houvesse venda da empresa paulista. No dia seguinte, a CCPR anunciou que havia vendido a Itambé em sua totalidade para multinacional francesa Lactalis, abrindo uma disputa judicial entre o grupo Lala com a CCPR, que contestava sua venda alegando que a empresa mineira havia descumprido o acordo feito por ambas. Em comum acordo das empresas Lala e Lactalis, a venda foi concretizada em julho de 2019.

## Mascote
A história da mascote da Itambé começou em 1968, quando o então presidente, José Pereira Campos Filho, recebeu de presente de Ídio F. Leal, consultor e assessor de equipamentos de laticínios da época, uma vaquinha malhada de feltro. Este presente passou a inspirar as ações institucionais, de mídia, embalagens, de merchandising nos pontos de vendas e em qualquer momento de contato com os consumidores.